# Hanspeter Fitz

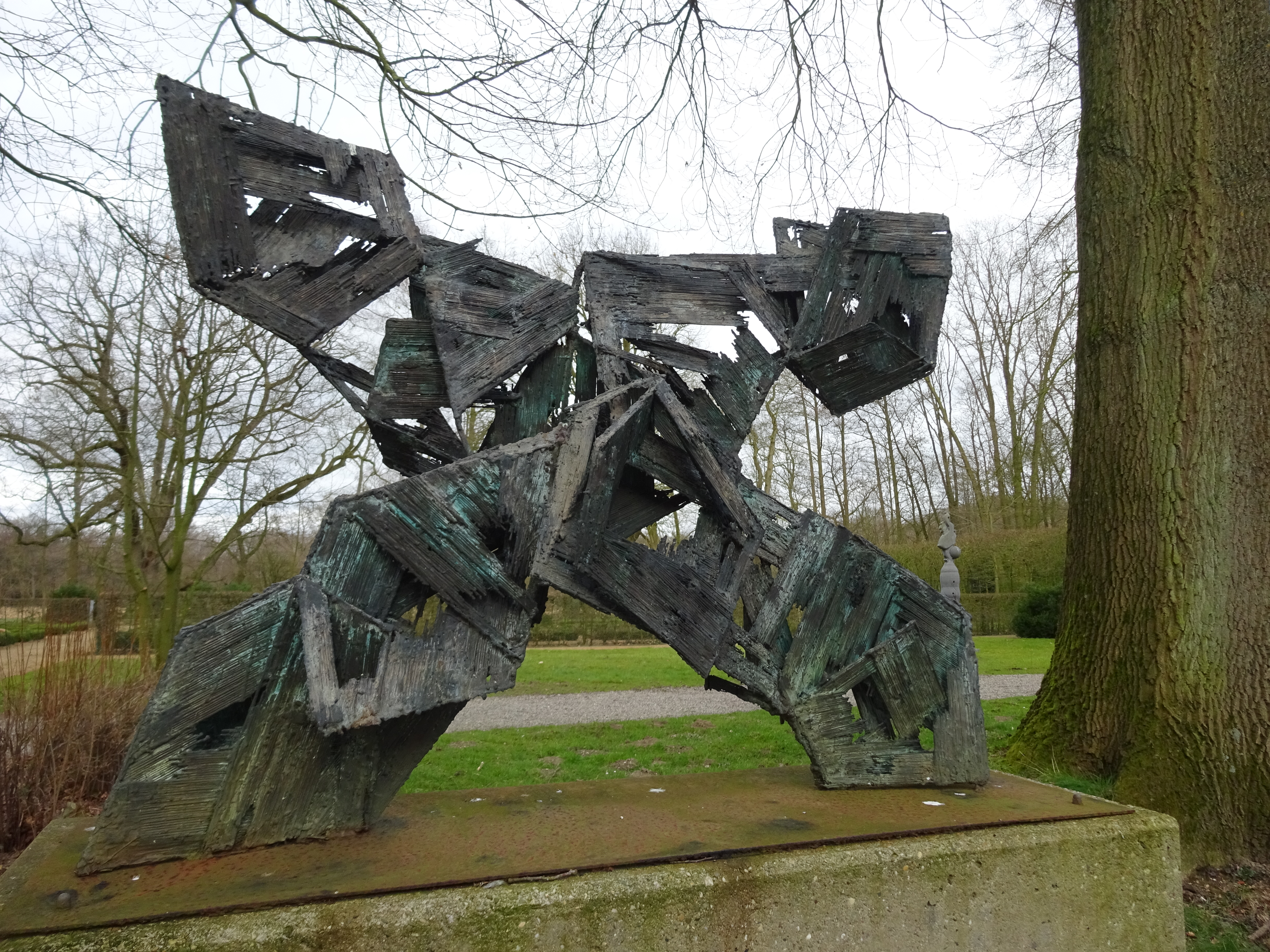
Hanspeter Fitz: Ohne Titel (Kleines Heilbronn), um 1967, Skulpturenpark Moyland

Hanspeter Fitz (* 28. Juni 1929, Buchen bei Telfs, Tirol; † 1. November 1969 Fribourg, Schweiz) war ein deutscher Künstler.

## Leben
Fitz, der in Konstanz aufwuchs, war musisch und künstlerisch gleichermaßen begabt. Er studierte zunächst Kunstgeschichte und Musik in Freiburg und Heidelberg (1950/51), ehe er sich an der Staatlichen Akademie der Bildenden Künste Stuttgart dem Studium der Malerei bei Manfred Henninger (1952/53) und schließlich der Bildhauerei bei Otto Baum (1957) zuwandte. 1960 begann Fitz mit der Entwicklung von schwebenden Raumplastiken. 1965 bezog er in Weinstadt-Strümpfelbach ein eigenes Atelierhaus und gewann den Wettbewerb für eine Skulptur in der Landesgirokasse Stuttgart. 1968 wandte er sich dem Streckmetall zu und erhielt den Auftrag für eine hängende Großplastik in der Berliner Gropiusstadt. Im März 1969 nahm sich Hanspeter Fitz das Leben.